# Autoroute A 570
Die Autoroute A 570, auch als Antenne d’Hyères bezeichnet, ist eine französische Autobahn mit Beginn in La Garde und Ende in Hyères. Die Autobahn hat eine Länge von 7,0 km.

## Geschichte
- 15. Juni 1987: Eröffnung La Garde – (A 57 – Abfahrt 6)
- 1989: Eröffnung La Garde – La Moutonne (Abfahrt 6 – F.P.)
- November 1990: Eröffnung La Moutonne – Hyères (F.P. – N 98)